# Pseudozelota punctipennis
Pseudozelota punctipennis är en skalbaggsart som först beskrevs av Schwarzer 1930.  Pseudozelota punctipennis ingår i släktet Pseudozelota och familjen långhorningar. Inga underarter finns listade i Catalogue of Life.